# Geopark

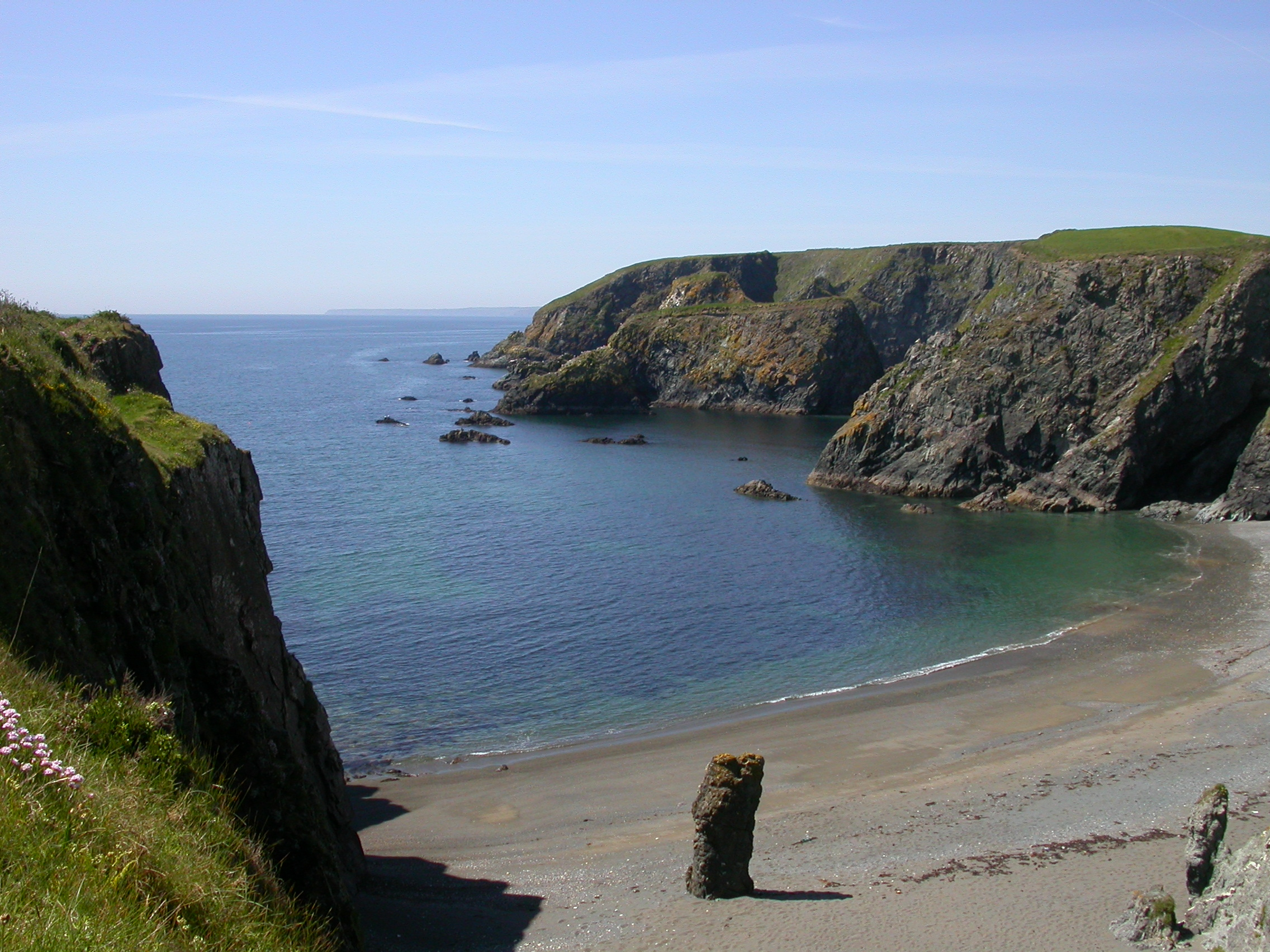
Geopark Copper Coast v hrabství Waterford v Irsku

Geopark je označení pro geologicky cenné území, kde jsou ve spolupráci s místními obyvateli a organizacemi (státními, neziskovými i soukromými) rozvíjeny aktivity na podporu rozvoje oblasti a podporu návštěvnosti a vzdělanosti. Nejedná se tedy pouze o čistě geovědní projekty, ty však často hrají dominantní roli. Vedle geologických objektů a jevů jsou důležité i další zajímavosti, jako jsou kulturní a ekologické fenomény, archeologické a historické památky. 
Ministerstvo životního prostředí České republiky definuje geopark jako „geograficky kompaktní území, kde se rozvíjí vzdělávací, osvětové a turistické aktivity, které vedou k poznání geologického dědictví, někdy též dědictví Země. Geopark se podílí na zvyšování kvality života místních obyvatel, a to nejen prostřednictvím systematické péče o životní prostředí, ale také svým příspěvkem k zodpovědnému rozvoji místní ekonomiky. Smyslem geoparku je popularizovat geovědní obory, rozvíjet citlivým způsobem geoturismus, respektovat a zdůrazňovat jedinečnost oblasti, posilovat identitu krajiny a jejích obyvatel, inspirovat a povzbuzovat je k rozumnému, na poznatcích vědy založenému využívání hodnot území“.

## Síť evropských geoparků
Evropské geoparky byly založeny v červnu roku 2000, kdy provozovatelé čtyř národních geoparků (Reserve Geologique de Haute-Provence ve Francii, Muzeum přírodní historie Lesboský zkamenělý les v Řecku, Geopark Vulkaneifel v Německu a Kulturní park Maestrazgo ve Španělsku) podepsali na řeckém ostrově Lesbos úmluvu deklarující vytvoření této sítě. Původně útlá síť se již značně rozrostla a čítá 69 území v 23 zemích Evropy (stav v roce 2016). Jediným členem této sítě na území České republiky je Globální Geopark UNESCO Český ráj.

## Síť národních geoparků České republiky
Síť vznikla na základě směrnice č. 6/2007, kterou vydalo Ministerstvo životního prostředí České republiky v roce 2007. Jejím úkolem je podporovat oblasti s geoturistickým potenciálem národního významu. Přesto, že pojem geopark je definován Ministerstvem životního prostředí České republiky, nejedná se o území, které by nějakým způsobem omezovalo lidskou činnost vyjma oblastí, které již mají nějaký ochranný status (CHKO, národní parky a další chráněná území). Jedná se tedy o zastřešení současných aktivit a jejich další rozvoj.
Výkonným orgánem sítě je Rada národních geoparků, což je zároveň poradní orgán ministerstva. Rada rozhoduje o geologické hodnotě daného území, posuzuje kandidatury, případně opětovně hodnotí již schválená území. Členy rady nejsou pouze zástupci MŽP, ale i zástupci České geologické služby, Akademie věd ČR, Agentury ochrany přírody a krajiny, Ministerstva pro místní rozvoj, Národního památkového ústavu, Národního muzea, Univerzity Karlovy, Masarykovy univerzity, Jeskyní ČR a Národního centra šetrné turistiky. Tedy institucí, které hrají významnou roli při popularizaci vědy a při prosazování turisticky zajímavých témat do regionální i celostátní koncepce.
Do konce roku 2016 se stalo členy sítě národních geoparků sedm velkoplošných lokalit na území České republiky: Geopark Český ráj, který je zařazen do sítě globálních geoparků UNESCO, dále Geopark Egeria v Karlovarském kraji, který je součástí přeshraničního česko-bavorského projektu, Geopark Železné hory v oblasti CHKO Železné hory a Geopark GeoLoci v okrese Tachov, který navazuje na Geopark Egeria a také tvoří část Česko-bavorského geoparku (v roce 2020 tento geopark neobhájil svůj certifikát a ze seznamu národních geoparků ČR byl vyřazen).
Od roku 2014 počet národních geoparků doplnily Geopark Podbeskydí, geopark Kraj blanických rytířů a jako sedmý v pořadí přibyl roce 2016 do sítě národních geoparků Geopark Ralsko na Českolipsku. V roce 2017 získal titul národního geoparku Geopark Vysočina. V roce 2018 přibyl Geopark Broumovsko a v roce 2020 byl certifikován územně největší národní geopark, Geopark Barrandien.
V roce 2020 bylo v ČR 9 národních geoparků. Svou nominaci připravoval geopark Královská Šumava a zájem stát se národním geoparkem projevilo sdružení Krajina břidlice (Nízký Jeseník).